# ジェリー・コーンズ
ジョン・フレデリック・"ジェリー"・コーンズ（John Frederick 'Jerry' Cornes、1910年3月23日 - 2001年6月19日）は、イギリスの陸上競技選手。1932年ロサンゼルスオリンピックの銅メダリストである。

## 経歴
コーンズはインド高等文官の息子として、1910年にイギリス領インド帝国のダージリンに生まれる。ブリストルのクリフトンカレッジ入学後、陸上競技をはじめる。オックスフォード大学コーパス・クリスティ・カレッジで歴史学とナイジェリアの言語と植民地における業務について学ぶかたわら、陸上選手として活躍した。オックスフォード大学を卒業した1932年には、ロサンゼルスオリンピックに出場。1500mで、イタリアのルイージ・ベッカリに次いで2位となり銀メダルを獲得した。
オリンピック後、公務員としてナイジェリアに赴任。ナイジェリア滞在中、1936年ベルリンオリンピックに出場を果たしている。ベルリンでは前回ロサンゼルスと同じく1500mに出場。自己ベストの3分51秒4の自己ベストを出したものの、2位までが世界新記録、5位までがオリンピック新記録のハイペースの中6位に終わった。
ナイジェリアでの5年間の任務の後、1937年に帰国。帰国後すぐパレスチナのラマッラーへ赴任。1946年に発生したキング・デイヴィド・ホテル爆破事件では、ホテルに滞在していたが、爆破の瞬間は建物の外にいたため九死に一生を得る。
1947年に英国に帰国後は、植民地事務所に従事しながらオックスフォードで植民地運営について教鞭を取る。1953年にイングランド南部のウィンチェスターのウェスト・ドーンズスクールを買収。1988年に閉校するまで歴史、宗教、ラテン語の教鞭をとりながら校長の職を務めあげた。